# Ciclismo ai Giochi della XXIII Olimpiade

## Podi

### Uomini
| Evento                              | Oro                                                                    | Prestazione | Argento                                                            | Prestazione | Bronzo                                                               | Prestazione |
| Ciclismo su strada                  |                                                                        |             |                                                                    |             |                                                                      |             |
| In linea (dettagli)                 | Alexi Grewal                                                           | 4h59'57"    | Steve Bauer                                                        | s.t.        | Dag Otto Lauritzen                                                   | a 21"       |
| Cronometro a squadre (dettagli)     | Italia Marcello Bartalini Marco Giovannetti Eros Poli Claudio Vandelli | 1h58'28"    | Svizzera Alfred Achermann Richard Trinkler Laurent Vial Benno Wiss | a 4'10"     | Stati Uniti Ron Kiefel Clarence Knickman Davis Phinney Andrew Weaver | a 4'18"     |
| Ciclismo su pista                   |                                                                        |             |                                                                    |             |                                                                      |             |
| Inseguimento individuale (dettagli) | Steve Hegg                                                             |             | Rolf Gölz                                                          |             | Leonard Nitz                                                         |             |
| Inseguimento a squadre (dettagli)   | Australia Michael Grenda Kevin Nichols Michael Turtur Dean Woods       |             | Stati Uniti David Grylls Steve Hegg Patrick McDonough Leonard Nitz |             | Germania Ovest Reinhard Alber Rolf Gölz Roland Günther Michael Marx  |             |
| Velocità individuale (dettagli)     | Mark Gorski                                                            |             | Nelson Vails                                                       |             | Tsutomu Sakamoto                                                     |             |
| Km da fermo (dettagli)              | Fredy Schmidtke                                                        |             | Curt Harnett                                                       |             | Fabrice Colas                                                        |             |
| Corsa a punti (dettagli)            | Roger Ilegems                                                          |             | Uwe Messerschmidt                                                  |             | José Youshimatz                                                      |             |

### Donne
| Evento                    | Oro              | Prestazione | Argento       | Prestazione | Bronzo            | Prestazione |
| Ciclismo su strada        |                  |             |               |             |                   |             |
| Corsa in linea (dettagli) | Connie Carpenter | 2h11'14"    | Rebecca Twigg | s.t.        | Sandra Schumacher | s.t.        |

## Medagliere
| Pos.   | Paese          | Oro | Argento | Bronzo | Totale |
| ------ | -------------- | --- | ------- | ------ | ------ |
| 1      | Stati Uniti    | 4   | 3       | 2      | 9      |
| 2      | Germania Ovest | 1   | 2       | 2      | 5      |
| 3      | Australia      | 1   | 0       | 0      | 2      |
| 3      | Belgio         | 1   | 0       | 0      | 1      |
| 3      | Italia         | 1   | 0       | 0      | 1      |
| 6      | Canada         | 0   | 2       | 0      | 2      |
| 7      | Svizzera       | 0   | 1       | 0      | 1      |
| 8      | Francia        | 0   | 0       | 1      | 1      |
| 8      | Giappone       | 0   | 0       | 1      | 1      |
| 8      | Messico        | 0   | 0       | 1      | 1      |
| 8      | Norvegia       | 0   | 0       | 1      | 1      |
| Totale | Totale         | 8   | 8       | 8      | 24     |